# Айше Гюнел
Айше Гюнел (на турски: Ayşe Günel) е турска политичка, депутат във Великото национално събрание на Турция.

## Биография
Родена е в 1900 година в македонския град Солун, тогава в Османската империя, днес в Гърция. След Балканските война в 1912 - 1913 година, вследствие на които Солун остава в Гърция, се изселва в Истанбул, където завършва Истанбулското педагогическо училище. Работи като учителка по турски език. Директорка е на начално училище в Чанаккале. Членка е на Общинския съвет в Чанаккале и член на бюрото. Членка е и на Истанбулския общински съвет, както и на Бюрото на Истанбулската тютюнева банка.
В 1957 година е избрана за депутатка в XI Велико национално събрание на Турция от Демократическата партия от Истанбул.
Умира на 19 юни 1988 година.